# شهرستان گورانبوی
شهرستان گُورانبوی (به لاتین: Goranboy) نام بخشی در جمهوری آذربایجان است.
نام پیشین این منطقه گلستان بود و روستای گلستان که در این منطقه قرار دارد محل امضای عهدنامه گلستان میان ایران و روسیه است.